# Desa Ridogalih (administrativ by i Indonesien, lat -6,45, long 107,14)
Desa Ridogalih är en administrativ by i Indonesien.   Den ligger i provinsen Jawa Barat, i den västra delen av landet, 40 km sydost om huvudstaden Jakarta.